# Louky nad Olší (stacja kolejowa)
Louky nad Olší – stacja kolejowa w Karwinie, w dzielnicy Łąki nad Olzą, w kraju morawsko-śląskim, w Czechach. Znajduje się na wysokości 233 m n.p.m.

## Historia
Stacja kolejowa w Łąkach została otwarta 1 lutego 1869 roku gdy doprowadzono do niej kolej Koszycko-Bogumińską. Po przebudowie linii kolejowej posterunek funkcjonował jedynie jako stacja towarowa. Pociągi pasażerskie zatrzymywały się na pobliskim przystanku kolejowym Louky nad Olší zastávka. W 2002 roku przystanek został zamknięty. Posterunek ponownie został przystosowano do ruchu osobowego. Wybudowano wówczas wąskie perony z betonowych płyt oraz prostą wiatę przystankową. Na stacji została zlokalizowana rampa z dwoma suwnicami oraz niewielka rampa z wybrukowaną nawierzchnią obok magazynów. W 2018 roku posterunek został zmodernizowany. W ramach prac przebudowano układ torowy i zainstalowano nowe urządzenia sterowania ruchem. Dodatkowo wybudowano nowy peron wyspowy z przejściem podziemnym i windą. Na peronie zamontowano wiaty oraz elektroniczne tablice. Jednocześnie wyburzono kilka budynków towarzyszących oraz zlikwidowano starą rampę przy dawnym dworcu.